# الملجأ لهارلان كوبن
الملجأ لهارلان كوبن (بالإنجليزية: Harlan Coben's Shelter)‏ هو مسلسل تلفزيوني درامي غامض أمريكي من بطولة جادن مايكل، كونستانس زيمر، وآبي كوريجان. وهو مبني على رواية الملجأ للكاتب هارلان كوبن. تم إصدار المسلسل على أمازون برايم فيديو في 18 أغسطس 2023.

## الحبكة
بعد وفاة والده المفاجئة، يبدأ ميكي بوليتار حياة جديدة في كاسيلتون، نيوجيرسي، حيث يتورط في الاختفاء الغامض لآشلي كينت، وهو طالب في مدرسته، مما يدفعه إلى اكتشاف عالم سفلي مظلم في مجتمع الضواحي الهادئ.